# Les Spectacles de Paris

Les Spectacles de Paris est un almanach théâtral qui parut à Paris, d'abord chez Duchesne, de 1751 à 1797 sans discontinuer. Il faisait suite à l'Almanach des théâtres, paru chez Ballard en 1744 et 1745.

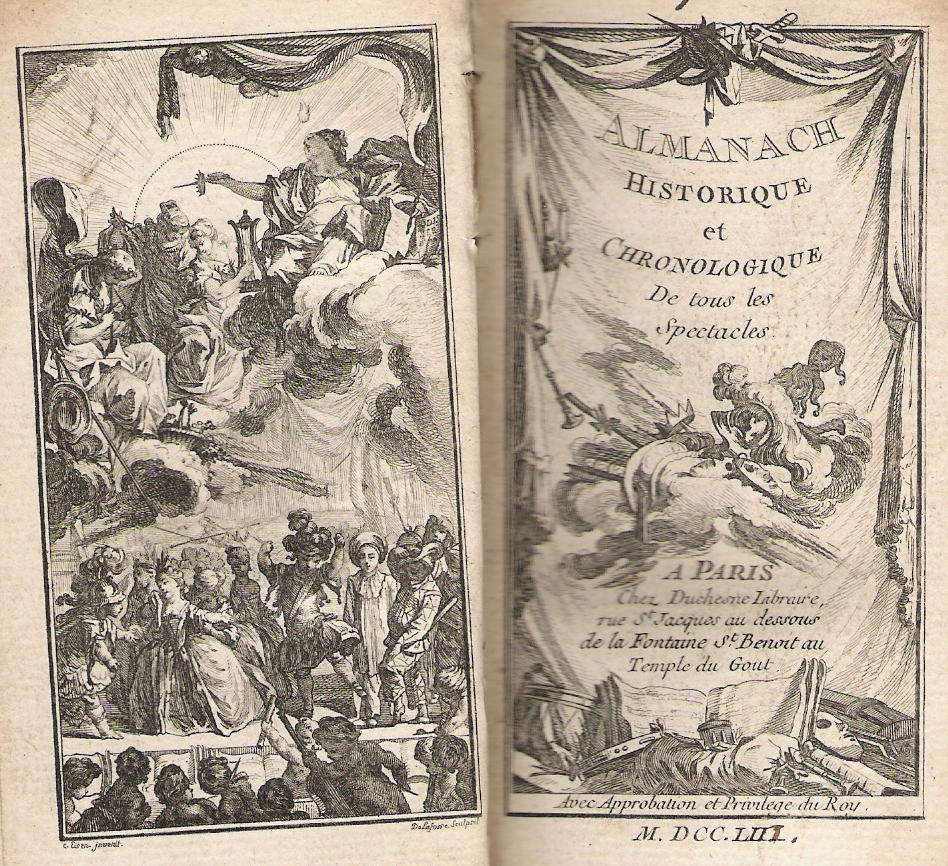
Les Spectacles de Paris, 1753.

Il changea plusieurs fois de titre durant les 46 années de son existence :
- 1751 : Calendrier historique des théâtres de l'Opéra, et des Comédies Françoise et Italienne et des Foires
- 1752 : Almanach historique et chronologique de tous les spectacles
- 1753 : Calendrier historique des théâtres de l'Opéra, et des Comédies Françoise et Italienne et des Foires
- 1754 : Les Spectacles de Paris, ou suite du Calendrier historique et chronologique des théâtres
- 1763 : Les Spectacles de Paris, ou Calendrier historique & chronologique des théâtres
- 1791 : Almanach général de tous les spectacles de Paris et des provinces
- 1792 : Les Spectacles de Paris, et de toute la France, ou Calendrier historique & chronologique des théâtres.

L'initiateur de cet almanach était l'abbé Joseph de La Porte, par ailleurs auteur dramatique. On y trouvait annuellement la composition des troupes de l'Académie royale de musique, de la Comédie-Française, de la Comédie-Italienne, de l'Opéra-Comique, des Foires Saint-Germain et Saint-Laurent et du Concert Spirituel. Pour chaque théâtre, on donnait les pièces nouvellement représentées, les débuts des acteurs, des anecdotes sur les théâtres, sur les auteurs, sur les pièces et sur les comédiens. Certains auteurs et acteurs eurent droit à des notices nécrologiques.
À partir de 1792, l'almanach réserva une place importante aux théâtres de province et à la composition de leurs troupes, comme Bordeaux, Lyon, Marseille, Nantes, Rouen, Toulouse et Lille.
L'almanach fut continué en 1798 par l’Indicateur dramatique ou Almanach des théâtres de Paris et par l’Almanach des spectacles de Paris en 1799 et 1800. Au XIXe siècle, il fit place à l’Annuaire dramatique (1805-1817), puis à l’Almanach des spectacles, par K.Y.Z. (1818-1824).